# András Siebold
András Siebold (* 1976 in Zürich, Schweiz) ist ein deutsch-schweizerischer Dramaturg und Kurator. Seit 2013 leitet er das Internationale Sommerfestival auf Kampnagel.

## Werdegang
András Siebold studierte an der HU Berlin Kulturwissenschaft und Philosophie. Nach einer mehrjährigen Zeit als persönlicher Assistent von Robert Wilson, Studiomanager für Nan Goldin und Mitarbeiter für die Galerie Nordenhake in Berlin wurde er 2002 von Stefan Bachmann als Schauspieldramaturg für dessen Produktion Der Seidene Schuh ans Theater Basel engagiert. Von 2003 bis 2007 war András Siebold Dramaturg an der Staatsoper Unter den Linden, neben Opern- und Konzertdramaturgien lag sein Fokus dort auf Projekten mit Künstlern wie Jimmie Durham, Gregor Schneider, Herzog & de Meuron oder dem Autor Jonathan Safran Foer. Mit der neu berufenen Intendantin Amelie Deuflhard ging András Siebold 2007 als Leitender Dramaturg nach Hamburg zu Kampnagel, wo er seit 2013 Künstlerischer Leiter des Internationalen Sommerfestivals ist und weiterhin das Musikprogramm der Kampnagel-Spielzeit verantwortet. Außerdem war er 2017 Mitglied des Vierer-Kuratoriums des Festivals Theater der Welt in Hamburg mit Künstlern wie Wael Shawky, er hat einen Lehrauftrag an der Theaterakademie Hamburg, ist seit 2011 in der Jury für den Boy-Gobert-Preis und seit 2008 Vorstandsmitglied des Hamburger Kunstvereins. András Siebold lebt mit seiner Ehefrau, der Autorin, Schauspielerin und Regisseurin Laura de Weck, und den zwei gemeinsamen Kindern in Hamburg.

## Publikationen
- Gespräch mit Jonathan Meese und Slavoj Žižek in: „Propaganda. Jonathan Meese ist Mutter Parzival“. Verlag der Buchhandlung König, Köln 2005, ISBN 978-3-931355-24-1.
- (Red.): Gregor Schneider: 19–20:30 Uhr 31.05.2007. Verlag der Buchhandlung König, Köln 2007, ISBN 978-3-86560-341-8.
- „Über die Wahrnehmung“, Gespräch mit Rémy Zaugg in: Rémy Zaugg: Gesammelte Schriften. Band 5, Snoek, Köln 2016, ISBN 978-3-86442-170-9.